# Винницкая, Анна Валерьевна
А́нна Вале́рьевна Ви́нницкая (род. 4 августа 1983, Новороссийск) — российская пианистка, лауреат I премии Международного Конкурса имени Королевы Елизаветы 2007 года.

## Биография
Родилась в 1983 году в Новороссийске в семье музыкантов. В 6 лет начала учиться музыке у своей мамы, в 8 впервые выступила с оркестром, в 9 дала первый сольный концерт. В 12 лет получила 1-ю премию на Международном конкурсе " Юношеские Ассамблеи искусств" в Москве.
В 1995 году семья Анны Винницкой переехала в Ростов-на-Дону, где пианистка поступила в ССМШ-колледж при Ростовской Государственной Консерватории имени С. В. Рахманинова, в класс профессора Сергея Ивановича Осипенко. Затем поступила в его же класс в Ростовскую консерваторию. Анна Винницкая в своих интервью заявляет, что своему наставнику будет благодарна всю жизнь, потому что он сделал из неё большого музыканта и приложил много сил, работая вместе с пианисткой над звуком. Он всегда настаивал на том, что музыка должна вдохновлять, и задача музыканта – донести что-то до зрителя, а не показать, как бегло музыкант перебирает клавиши.
Винницкая неоднократно становилась победителем престижных музыкальных конкурсов в России, Италии, Испании, Германии.
С 2002 года стала обучаться в Высшей школе музыки и театра Гамбурга в классе Ральфа Натткемпера, а затем у Евгения Королева.
С победой на Международном конкурсе им. Королевы Елизаветы в 2007 году к Анне Винницкой пришла мировая известность и авторитет одной из наиболее ярких пианисток своего поколения. Этот статус был подтвержден в 2008 году, когда на музыкальном фестивале Шлезвиг-Гольштейн она получила премию Леонарда Бернстайна. В сентябре 2008 года, после северо-американского дебюта Анны Винницкой в зале Kennedy Center's Terrace Theater журнал Вашингтон Пост окрестил пианистку "львицей за клавиатурой".
В 2009 году Винницкой предложили позицию профессора фортепиано в Высшей школе музыки и театра Гамбурга, где она преподает и сейчас[когда?].
Дебютный музыкальный альбом Анны Винницкой выпущенный лейблом Naïve в 2009 году включил в себя музыку Сергея Рахманинова, Софьи Губайдулиной, Николая Метнера и Сергея Прокофьева. Компакт-диск был удостоен наград Diapason d'Or Découverte и Choc du Mois журнала Classica. Он также был назван лучшим альбомом месяца по версии немецкого журнала Piano News, и впоследствии номирирован на Modern Classical Awards.
Винницкая  концертирует в Европе, Азии, США, Японии, Бразилии. Выступает с известными оркестрами, среди которых БСО им. Чайковского, Королевский филармонический оркестр Великобритании, Академический симфонический оркестр Санкт-Петербурга, Национальные симфонические оркестры Бельгии, Бразилии, Франции, Израиля, симфонические оркестры Мадрида, Милана, Берлина, Токио, Будапешта, Люксембурга и многие другие коллективы.

## Награды и премии
- 1996. Московский Международный конкурс «Юношеские Ассамблеи искусств». 1-я премия.
- 1996. Почётное звание «Лауреат Второй АРТИАДЫ России»
- 1999. Международный конкурс им. Поццоли. Италия. Диплом и спец. премия самому молодому участнику
- 2000. Международный конкурс им. Сала Галло в Монце. Италия. 3-я премия.
- 2002. Международный конкурс в Хаене. Испания. 1-я премия, приз публики, спец. премия за лучшее исполнение произведения испанского композитора.
- 2004. Международный конкурс «Премия Мауро Паоло Монополи». Италия. 1-я премия, приз зрительских симпатий, специальный приз «Musica Est».
- 2004. Международный конкурс Элизы Майер. Германия. 1-я премия.
- 2004. Приз «Taiwan Award». Тайвань.
- 2005. Международный конкурс Бузони. Италия. 4-я премия и звание лауреата. 2005. Фортепианная Олимпиада Киссинджера. Германия. 3-я премия.
- 2007. Международный конкурс им. Королевы Елизаветы в Брюсселе. 1-я премия.
- 2008. Премия «Леонардо Бернстайн Award» на музыкальном фестивале Шлезвиг-Гольштейна.
- 2009. Премия Diapason d´Or и Премия «Шок месяца» от журнала «Classica» за запись произведений Губайдулиной, Рахманинова, Метнера и Прокофьева.
- 2010. Премия ECHO Klassik за запись Второго концерта Прокофьева и концерта G-dur Равеля.
- 2012. Премия Diapason d`Or за запись произведений Равеля.
- 2016. Премия ECHO Klassik за запись концертов Шостаковича.